# 근육 아타루
《근육 아타루》(キン肉アタル)는 근육맨에 등장하는 초인이다.

## 프로필
- 출신 : 근육별
- 신장 : 197cm
- 체중 : 102kg
- 초인강도 : 108만 파워

## 소개
성우는 근육맨에서는 치바 시게루, 쾌걸 근육맨 2세에서는 타케모토 에이지/이주창. 투니버스판 이름은 근육맨 전사.

## 행적
성우-타케모토 에이지/이주창
근육 마유미의 첫 째 아들로 근육맨 가문의 장남. 근육 스그루의 형이며, 근육 만타로의 큰 아버지.